# Anna Senior
Anna Senior OAM (* 1941 in Canberra, Australien) ist eine australische Kostümbildnerin. Bekannt wurde sie in den 1970er und 1980er Jahren durch ihre Arbeiten für Kinofilme wie Meine brillante Karriere, Der Fall des Lieutnant Morant, Phar Lap - Legende einer Nation, Bandit aus gutem Haus oder Les Patterson rettet die Welt.

## Leben und Werk
Anna Senior begann ihre Laufbahn als Kostümbildnerin Ende der 1970er Jahre mit Filmen wie Weekend of Shadows von Tom Jeffrey oder The Night, the Prowler von Regisseur Jim Sharman. 1979 betreute sie für Regisseurin Gillian Armstrong deren romantisches Drama Meine brillante Karriere mit Judy Davis, Sam Neill und Wendy Hughes in den Hauptrollen, für die sie eine Oscar-Nominierung in der Kategorie Beste Kostümdesign bei der Verleihung 1981 erhielt. In den 1980er Jahren folgten weitere Arbeiten für Regisseure wie Bruce Beresford, Simon Wincer, Donald Crombie oder George Miller.
Für ihre Arbeiten wurde sie mehrfach für den australischen AACTA Award nominiert. 1979 und 1980 konnte sie jeweils die Trophäe in der Kategorie Best Achievement in Costume Design gewinnen. 1998 schuf sie für das Drama von Frank Shields ihre bislang letzten Kostümentwürfe für einen Kinofilm. Für ihre Verdienste um die bildende Kunst durch Kostümdesign wurde sie 2022 mit der Medaille des Order of Australia ausgezeichnet.
Anna Senior lebt und arbeitet als selbständige Kostümdesignerin in New South Wales, Australien.

## Auszeichnungen
- 1978: AACTA-Award-Nominierung in der Kategorie Best Achievement in Costume Design für Lauras Mädchenjahre
- 1979: AACTA Award in der Kategorie Best Achievement in Costume Design für Meine brillante Karriere
- 1980: AACTA Award in der Kategorie Best Achievement in Costume Design für Der Fall des Lieutnant Morant
- 1981: Oscar-Nominierung in der Kategorie Beste Kostümdesign bei der Verleihung 1981 für Meine brillante Karriere
- 1983: AACTA-Award-Nominierung in der Kategorie Best Achievement in Costume Design für Phar Lap - Legende einer Nation

## Filmografie (Auswahl)

### Kino
- 1977: Lauras Mädchenjahre (The Getting of Wisdom)
- 1978: Weekend of Shadows
- 1978: The Night, the Prowler
- 1978: Die Geldhaie (Money Movers)
- 1978: The Getting of Wisdom
- 1979: Durch die Hölle Vietnams (The Odd Angry Shot)
- 1979: Meine brillante Karriere (My Brilliant Career)
- 1979: The Journalist
- 1980: Der Fall des Lieutnant Morant (Breaker' Morant)
- 1981: … Maybe This Time
- 1983: Phar Lap - Legende einer Nation (Phar Lap)
- 1984: The Fire in the Stone
- 1985: Bandit aus gutem Haus (Robbery Under Arms)
- 1987: Les Patterson rettet die Welt (Les Patterson Saves the World)
- 1988: The First Kangaroos
- 1998: Hurrah

### Fernsehen
- 1982: Sara Dane (Fernsehfilm)
- 1983: Under Capricorn (Fernsehminiserie)
- 1983: Verbannt in die Hölle (For the Term of His Natural Life) (Fernsehfilm)
- 1985: Die Abenteuer eines Rennpferdes (Archer) (Fernsehfilm)
- 1986: The Challenge (Fernsehminiserie)
- 1988: Dada bedeutet Tod (Dadah Is Death) (Fernsehfilm)
- 1990: Flair (Fernsehminiserie)
- 1992: Verlorenes Paradies (The Other Side of Paradise) (Fernsehfilm)